# Marval (entreprise)
Pour les articles homonymes, voir Marval (homonymie).
Marval est une maison d'édition française spécialisée dans la photographie.

## Historique
La maison d'édition est créée en 1969.
Elle est rachetée par Vilo en 1995, puis par Jean-Noël Flammarion en 2014, en même temps que les Éditions de l'Amateur (société Jnf Productions).